# Nurhachi
Nurhachi (21 de fevereiro de 1559 - 30 de setembro de 1626) foi um Líder Manchu do início do século XVII, responsável por unificar as tribos Jurchens e fundar a Dinastia Jin Posterior. Foi o ancestral da família imperial da Dinastia Qing, a última e maior dinastia da China.

## Juventude e Ascensão
Nasceu próximo ao Rio Suksuhu, era filho de Taksi, um membro nobre da Tribo dos Jurchens Jianzhou, uma das cinco tribos Jurchens da Manchúria, mas foi alfabetizado em chinês e jurchen desde criança. Em 1582, seu pai e seu avô, o líder Giocangga, são mortos em uma emboscada de Nikan Wailian, líder de uma tribo rival que se aliou aos soldados da Dinastia Ming. Assim que sucedeu seu avô, iniciou sua vingança as tribos Jurchens, com uma série de conquistas conhecidas como a "Unificação Jurchen" que durou trinta anos, em suas campanhas passou unificar tribos mongóis ao oeste, por meio de casamentos e conquistas. Sua importância também foi linguística na primeira padronização dos idiomas manchurianos, pois falavam Jurchen e escreviam em Mongol, então se une de tradutores para formalizar a Língua Manchu. 
Nessa época organiza seu exército com base nos clãs jurchens, criando o "Sistema dos Oito Estandartes": Amarelo, Amarelo Bordado, Vermelho, Vermelho Bordado, Azul, Azul Bordado, Branco e Branco Bordado. Sendo os dois primeiros, os mais prestigiados sob comando direto de Nurhaci.

## Governo
Em 1616, após unificar a maioria da Manchúria em mais de três décadas de campanhas, é proclamado Khan pelos Mongóis e Jurchens, fundando a Dinastia Jin Posterior e nomeia sua linhagem como Clã Aisin Gioro, em referência a dinastia medieval Dinastia Jin, fundada também por Jurchens. Em seguida, corta as relações com a Dinastia Ming, publicando seu "Manifesto das 7 Queixas", acusando a dinastia de terem assassinado seu pai e avô, com ajuda de tribos locais. 
A primeira batalha entre Jin Posterior e Ming acontece em Fushun, as manobras do novo Khan faz a cidade se render sem nenhuma fatalidade, partindo para Qinghe. A notícia de retaliação Jurchen faz o Imperador Wanli de Ming, enviar dez mil soldados para fronteira. Mas a Dinastia Ming não tinha uma grande preocupação com a unificação Jurchen, pois enfrentavam uma série de problemas internos com desastres naturais, insatisfação popular, corrupção, avanço da chegada europeia, crise econômicas, problemas nas fronteiras ao sul e oeste (Com os povos mongóis e povos do sudeste asiático). Em 1619, a Tribo Yehe-Nara, os maiores rivais da antiga tribo Aisin Gioro se unem com forças Ming, Móngois e Joseon em um exército de 120 mil tropas para atacar a capital de Jin Posterior na Batalha de Sarhū, resultando na inesperada vitória de Nurhaci e na conquista da Tribo Yehe-Nara. Após a vitória, lideram uma série de importantes conquistas em Shenyang, Liaoyang e Lüshun, também avançavam sob as várias tribos mongóis, principalmente por meio de matrimônios com importantes clãs, incluindo príncipes e princesas mongóis descendentes do lendário Gengis Khan. Também muda a capital da dinastia para Shenyang, para poder explorar melhor os recursos do local e se aproximar da fronteira.
No início de 1626, a Dinastia Ming anuncia o abandono de regiões acima da Grande Muralha devido aos avanços do Khan Nurhaci, mas o comandante Yuan Chonghuan e suas 9 mil tropas recusam a retirada, guarnecendo a cidade de Ningyuan, um importante elo da Muralha. Sabendo da notícia, o Khan Nurhachi marchou com um exército de 100 mil tropas para conquista da cidade, tentando forçar uma redenção afirmando que tinha o dobro de tropas, mas o comandante ming não acreditou e se manteve, teve brava resistência usando bombas de veneno e canhões de modelo portugueses, um dos tipos mais avançados de canhões da época que chegaram a pouco tempo na China, por meio de Macau. Após dias de cerco e fortes perdas ao exército Jurchen, o Khan Nurhachi é atingido por um canhão português e retirado de batalha, assim fica impossibilitado de se recuperar mentalmente e fisicamente, falecendo sete meses depois aos 67 anos, nomeando seu filho Huang Taiji como seu sucessor. Essa foi a primeira e última grande derrota do Khan.